# سیجا سیمولا
سیجا سیمولا (به انگلیسی: Seija Simola) (زاده ۲۵ سپتامبر ۱۹۴۴- ۲۱ اوت ۲۰۱۷) خواننده فنلاندی بود.
او نماینده فنلاند در یوروویژن ۱۹۷۸ بود.